# Æðuvík
Æðuvík [ˈɛavʊvʊik] és un poble situat a l'extrem sud de l'illa d'Eysturoy, a les illes Fèroe. Forma part del municipi de Runavík. L'1 de gener del 2021 tenia 104 habitants.

## Geografia
Æðuvík és la població més meridional de l'illa d'Eysturoy. Es troba a la costa oest, davant de les aigües del mar de Noruega. Al sud del poble hi ha el cap d'Eystnes, que ofereix vistes a les illes properes, Streymoy i Nólsoy, i el fiord Nólsoyarfjørður. A l'oest d'Æðuvík, darrere d'un turó de 169 metres, s'hi h veu la costa est de l'illa Streymoy a l'altre costat del fiord Tangafjørður. Al nord del poble hi ha l'única carretera que hi arriba; aquesta carretera s'enfila per una vall que porta fins als pobles propers de Rituvík, Toftir, Nes o Runavík, així com també fins al llac Toftavatn. Un rierol anomenat Skøtá travessa Æðuvík.

## Història
El seu nom prové de les paraules æða, que significa "ànec", i víc, que significa "badia", per tant podríem traduir el topònim com a "badia dels ànecs".
El poble es va fundar el 1897 quan s'hi va instal·lar el matrimoni format per Sanne Davidsen (1870-1925) i Jóannes Davidsen (1870-1964). A Æðuvík hi va haver una escola fins al 1958, quan va haver de tancar i els alumnes van haver de traslladar-se a l'escola de Glyvrar.

## Transport
Æðuvík està connectat a la resta de l'arxipèlag per la carretera 687. És l'única carretera que hi arriba i circula cap al nord fins a Rituvík.
Al poble també hi ha transport públic. L'única línia d'autobús que hi arriba és la 442. Aquest bus va de Rituvík a Glyvrar, passant Æðuvík. Fa aquesta ruta dues vegades al dia (excepte els caps de setmana).